# فهرست فیلم‌های تاریخی واقع‌شده در آسیا
فیلم‌های درام تاریخی واقع‌شده در آسیا (انگلیسی: Historical period drama films set in Asia) فیلمی است که بر اساس داستان‌ها و رویدادهای تاریخی و افراد مشهور آسیا ساخته شده است. برخی درام‌های تاریخی به دقت یک رویداد تاریخی یا زندگی‌نامه را با توجه به تحقیقات تاریخی به تصویر کشیده‌اند و برخی دیگر تنها یک فیلم داستان ساختگی بر اساس یک فرد واقعی و اعمال او هستند.

## آسیای مرکزی
| عنوان                           | تاریخ انتشار | دوران تاریخی | زمینه     | نکات                                                                                       |
| ------------------------------- | ------------ | ------------ | --------- | ------------------------------------------------------------------------------------------ |
| مغول                            | ۲۰۰۷         | ۱۱۶۱–۱۲۲۷    | مغولستان  | بر اساس اوایل زندگی چنگیزخان                                                               |
| فاتح                            | ۱۹۵۶         | ۱۱۶۱–۱۲۲۷    | مغولستان  | زبان انگلیسی، جان وین در نقش چنگیزخان                                                      |
| چنگیزخان                        | ۱۹۶۵         | ۱۱۶۱–۱۲۲۷    | مغولستان  | زندگی و فتوحات چنگیزخان                                                                    |
| چنگیزخان                        | ۱۹۵۰         | ۱۱۶۱–۱۲۲۷    | فیلیپین   | زندگی چنگیز خان                                                                            |
| چنگیز خان:تا انتهای زمین و دریا | ۲۰۰۷         | ۱۱۶۱–۱۲۲۷    | مغولستان  | ژاپن-مغولستان دربارهٔ زندگی چنگیزخان                                                        |
| اردوی زرین                      | ۱۹۵۱         | ۱۲۲۰         | ازبکستان  | فیلم زبان انگلیسی، دربارهٔ یک شوالیه انگلیسی که منجر به دفاع سمرقند علیه چنگیزخان شد.       |
| رز سیاه                         | ۱۹۵۰         | ۱۲۲۰         | چین       | زبان انگلیسی، دربارهٔ یک انگلیسی ساکسون که در سفر به چین، با یک جنگ سالار مغول دیدار می‌کند. |
| Tsogt Taij                      | ۱۹۴۵         | ۱۶۳۴–۱۶۳۷    | مغولستان  | (۱۵۸۱–۱۶۳۷) فیلم به زبان مغولی دربارهٔ Tsogt Taij                                           |
| Queen Mandukhai the Wise        | ۱۹۸۸         | ۱۴۴۹–۱۵۱۰    | مغولستان  | فیلم به زبان مغولی دربارهٔ زندگی Queen Mandukhai (۱۴۴۹–۱۵۱۰)                                |
| خانه به‌دوش                      | ۲۰۰۶         | اوایل ۱۷۰۰   | قزاقستان  | دربارهٔ آبلای خان (اوایل قرن هیجدهم), قزاقستان.                                             |
| کوندان                          | ۱۹۹۷         | ۱۹۵۰         | تبت       | آمریکایی، زندگی دالایی لامای چهاردهم و حمله به تبت ۱۹۵۰ و حوادث متعاقب                     |
| هیولا                           | ۱۹۸۸         | ۱۹۸۱         | افغانستان | در طی جنگ شوروی در افغانستان                                                               |
| سفر قندهار                      | ۲۰۰۱         | ۲۰۰۰         | افغانستان | افغانستان در طی امارت اسلامی افغانستان                                                     |

## شرق آسیا

### تاریخ چین و تایوان
| عنوان                         | تاریخ انتشار | دوران تاریخی | توضیحات                                                                  |
| ----------------------------- | ------------ | ------------ | ------------------------------------------------------------------------ |
| قربانی                        | ۲۰۱۰         | ۶۰۷-۵۸۱ پ.م. |                                                                          |
| کنفوسیوس                      | ۱۹۴۰         | ۵۵۱-۴۷۹ پ.م. |                                                                          |
| کنفوسیوس                      | ۲۰۱۰         | ۵۰۵-۴۷۹ پ.م. | چو یون فات در نقش کنفوسیوس                                               |
| سرباز کمی بزرگ                | ۲۰۱۰         | ۴۷۵–۲۲۱ پ.م. |                                                                          |
| نبرد فرماندهان                | ۲۰۰۶         | ۳۷۵–۳۶۹ پ.م. |                                                                          |
| ایالات متخاصم                 | ۲۰۱۱         | ۳۱۶ پ.م.     |                                                                          |
| سایه امپراتور                 | ۱۹۹۶         | ۲۵۹–210 پ.م. | چین شی هوانگ و موسیقی‌دان Gao Jianli                                      |
| گندم                          | ۲۰۰۹         | ۲۶۰ پ.م.     |                                                                          |
| امپراتور و آدم‌کش              | ۱۹۹۸         | ۲۲۷ پ.م.     | ترور چین شی هوانگ                                                        |
| معشوقه فاتح بزرگ              | ۱۹۹۴         | ۲۰۶–۲۰۲ پ.م. |                                                                          |
| انتقام سفید                   | ۲۰۱۱         | ۲۰۶–۲۰۲ پ.م. |                                                                          |
| شام آخر                       | ۲۰۱۲         | ۲۰۶–۲۰۲ پ.م. |                                                                          |
| صخره سرخ                      | ۲۰۰۸         | ۲۰۸–۲۰۹      |                                                                          |
| آخرین شمشیرزن                 | ۲۰۱۱         | ۲۱۹          |                                                                          |
| سه امپراتوری: رستاخیز اژدها   | ۲۰۰۸         | ۲۲۹          |                                                                          |
| یک ملکه و رزمندگان            | ۲۰۰۸         | ca. ۳۵۰      |                                                                          |
| مولان                         | ۲۰۰۹         | ca. ۳۸۶–۵۳۴  |                                                                          |
| مولان به سپاه وارد می‌شود      | ۱۹۳۹         | ca. ۵۶۷–۵۷۱  |                                                                          |
| معبد شائولین                  | ۱۹۸۲         | ۶۱۹–۶۲۱      | با شرکت جت لی، بر اساس کمک معبد شائولین به تای‌زونگ                       |
| ملکه زتیان                    | ۱۹۳۹         | ۶۵۰–۷۰۵      | بر اساس ملکه زتیان                                                       |
| کاراگاه دی:راز شبح آتشین      | ۲۰۱۰         | ۶۸۴–۶۹۰      | یک فیلم تخیلی بر پایه ملکه زتیان                                         |
| رزمندگان آسمان و زمین         | ۲۰۰۳         | ۷۰۰          | بر اساس سین‌کیانگ                                                         |
| آنها که قهرمانند              | ۱۹۷۰         | ۸۸۰          |                                                                          |
| نجات ژنرال یانگ               | ۲۰۱۳         | ۹۸۰          |                                                                          |
| هشت اژدهای جنگنده قطب         | ۱۹۸۳         | ۹۸۰          |                                                                          |
| جاده ابریشم                   | ۱۹۸۸         | ۱۰۲۶         | یک فیلم ژاپنی در مورد شیای غربی                                          |
| ۱۴ زن سلحشور                  | ۱۹۷۲         | ۱۰۳۰         |                                                                          |
| افسانه زنان سلحشور            | ۲۰۱۱         | ۱۰۳۰         |                                                                          |
| مارکو پولو                    | ۱۹۸۲         | ۱۲۵۴–۱۳۲۴    | چین در زمان قوبلای‌خان                                                    |
| نبرد چین-هلند ۱۶۶۱            | ۲۰۰۰         | ۱۶۴۵–۱۶۶۲    |                                                                          |
| جنگ تریاک                     | ۱۹۹۷         | ۱۸۳۹–۴۲      | دربارهٔ جنگ تریاک نخست                                                    |
| اربابان جنگ                   | ۲۰۰۷         | ۱۸۵۰–۱۸۶۴    | دربارهٔ دودمان چینگ در طی شورش تایپینگ                                    |
| ملکه بیوه پادشاه              | ۱۹۷۵         | ۱۸۳۵–۱۹۰۸    | دربارهٔ ملکه تزی شیء                                                      |
| آخرین خواجه                   | ۱۹۹۱         | ۱۸۴۸–۱۹۱۱    | دودمان چینگ                                                              |
| بی‌باک                         | ۲۰۰۶         | ۱۸۶۸–۱۹۱۰    | اواخر دودمان چینگ                                                        |
| ۵۵ روز در پکن                 | ۱۹۶۳         | ۱۹۰۰         | با شرکت چارلتون هستون، اوا گاردنر و دیوید نیون در زمان وقوع شورش مشتزن‌ها |
| امپراتور نقره                 | ۲۰۰۹         | ۱۸۹۹–۱۹۰۱    | دودمان چینگ در طی شورش مشتزن‌ها                                           |
| دره رود سرخ                   | ۱۹۹۷         | ۱۹۰۳–۱۹۰۴    | دربارهٔ هیئت اعزامی انگلیسی به تبت                                        |
| زن دلاور دریاچه آئینه         | ۲۰۱۱         | ۱۸۷۵–۱۹۰۷    |                                                                          |
| جاده‌ای به سپیده‌دم             | ۲۰۰۷         | ۱۹۱۰         | دربارهٔ زندگی سون یات سن در پنانگ در سال ۱۹۱۰                             |
| محافظان و آدمکش‌ها             | ۲۰۰۹         | ۱۹۱۱         | دربارهٔ دودمان چینگ و حوادث منجر به قیام ووچانگ                           |
| ۱۹۱۱                          | ۲۰۱۱         | ۱۹۱۱         | دربارهٔ انقلاب شین‌های                                                     |
| تأسیس یک حزب                  | ۲۰۱۱         | ۱۹۲۱         | دربارهٔ شکل گیری حزب کمونیست چین در سال ۱۹۲۱                              |
| جنگجویان رنگین‌کمان:مرد راستین | ۲۰۱۱         | ۱۹۳۰         | دربارهٔ بومیان تایوان                                                     |
| قاتلی کنار رود یانهه          | ۲۰۱۴         |              |                                                                          |
| ۷ مرد ارتشی                   | ۱۹۷۶         | ۱۹۳۳         |                                                                          |
| خورشید سیاه:کشتار نانجینگ     | ۱۹۹۴         | ۱۹۳۷         | یک فیلم هنگ کنگی دربارهٔ کشتار نانجینگ                                    |
| گریه نکن، نانجینگ             | ۱۹۹۵         | ۱۹۳۷         | دربارهٔ کشتار نانجینگ                                                     |
| شهر زندگی و مرگ               | ۲۰۰۹         | ۱۹۳۷         | دربارهٔ نبرد نانجینگ و کشتار نانجینگ                                      |
| جان رابه                      | ۲۰۰۹         | ۱۹۳۷         | زندگینامه جان رابه و تجربیات او از کشتار نانجینگ                         |
| گل‌های جنگ                     | ۲۰۱۱         | ۱۹۳۷         | نبرد نانجینگ                                                             |
| رود بهار جاری در شرق          | ۱۹۴۷         | ۱۹۳۷–۱۹۴۵    | دربارهٔ جنگ دوم چین و ژاپن                                                |
| بر روی کوه تای هنگ            | ۲۰۰۵         | ۱۹۳۷–۱۹۴۵    | دربارهٔ جنگ دوم چین و ژاپن                                                |
| فرزندان هوانگشی               | ۲۰۰۸         | ۱۹۳۸         | دربارهٔ جنگ دوم چین و ژاپن                                                |
| پل                            | ۱۹۴۹         | ۱۹۲۷–۱۹۵۰    | دربارهٔ جنگ داخلی چین                                                     |
| حادثه یانگ‌تسه                 | ۱۹۵۷         | ۱۹۲۷–۱۹۵۰    | یک فیلم انگلیسی دربارهٔ اچ‌ام‌اس آمیتیست در جنگ داخلی چین                   |
| تونل جنگ                      | ۱۹۶۵         | ۱۹۳۷–۱۹۴۵    | دربارهٔ جنگ دوم چین و ژاپن                                                |
| هنگ کنگ ۱۹۴۱                  | ۱۹۸۳         | ۱۹۴۱–۱۹۴۵    | دربارهٔ تسخیر هنگ کنگ توسط ژاپنی‌ها در طی جنگ دوم جهانی                    |
| مردان در پشت خورشید           | ۱۹۸۸         | ۱۹۳۷–۱۹۴۵    | دربارهٔ واحد ۷۳۱ در طی جنگ جهانی دوم                                      |
| آخرین امپراتور                | ۱۹۸۷         | ۱۹۰۶–۱۹۶۷    | برنده جایزه اسکار بهترین فیلم دربارهٔ پویی آخرین امپراتور چین             |
| آمرزش‌خوانی جنگ                | ۲۰۰۷         | ۱۹۲۷–۱۹۵۰    | دربارهٔ جنگ داخلی چین                                                     |
| خواهران سونگ                  | ۱۹۹۷         | ۱۹۱۱–۱۹۴۹    | دربارهٔ خواهران سونگ                                                      |
| شهر اندوه                     | ۱۹۸۹         | ۱۹۴۷         | دربارهٔ واقعه ۲۸ فوریه در ۱۹۴۷.                                           |
| تأسیس جمهوری                  | ۲۰۰۹         | ۱۹۴۹         |                                                                          |
| ۲۴ شهر                        | ۲۰۰۸         | ۱۹۵۸–۱۹۸۰    | زندگی در دوران یک گام بزرگ به جلو                                        |
| مفتون ابدی                    | ۲۰۰۸         | ۱۸۹۴–۱۹۶۱    | بر اساس زندگی هنرمند اپرای پکن، می لان فانگ                              |
| دادگاه توکیو                  | ۲۰۰۶         | ۱۹۰۴–۱۹۷۳    | دادگاه نظامی بین‌المللی شرق آسیا                                          |
| پورابو و تنزین                | ۲۰۱۴         | ۱۹۴۴–۱۹۸۰    |                                                                          |
| پس‌لرزه                        | ۲۰۱۰         | ۱۹۷۶         | زمین‌لرزه تانگشان                                                         |

## فیلم‌های ژاپنی

### سینمای ساموراییو فیلم‌هایجیدای‌گکی
| عنوان                                    | کارگردان          | سال ساخت | دوران تاریخی | توضیحات                                                                                                 |
| ---------------------------------------- | ----------------- | -------- | ------------ | --- |
| یک یادداشت از سفرهای چوجی                | ایتو دایسوکه      | ۱۹۲۷     |              | جوایز: ۱ جایزه کینما جونپو                                                                              |
| شمشیر ندامت                              | یاسوجیرو ازو      | ۱۹۲۷     |              | |
| رونین گای                                | ماکینو ماساهیرو   | ۱۹۲۸     |              | جوایز: ۱ جایزه کینما جونپو                                                                              |
| اوتسورائه جیروکیچی کوشی                  | ایتو دایسوکه      | ۱۹۳۱     |              | |
| سبوی میلیون ریویی                        | یاماناکا سادائو   | ۱۹۳۵     |              | |
| بشریت و بالن کاغذی                       | یاماناکا سادائو   | ۱۹۳۷     | دهه ۱۷۰۰     | |
| آواز پرندگان عشق                         | ماکینو ماساهیرو   | ۱۹۳۹     |              | |
| چاپ رنگی از ادو:هاتاموتو به ماچییاککو    | کازوئو موری       | ۱۹۳۹     |              | |
| ۴۷ رونین                                 | کنجی میزوگوچی     | ۱۹۴۱     | ۱۷۰۱         | |
| اوتامورا و پنج زنش                       | کنجی میزوگوچی     | ۱۹۴۶     | دهه ۱۸۸۰     | |
| شعله عشق من                              | کنجی میزوگوچی     | ۱۹۴۹     |              | |
| راشومون                                  | آکیرا کوروساوا    | ۱۹۵۰     |              | |
| انتقام‌گیری برای یک سامورایی              | کازوئو موری       | ۱۹۵۲     |              | جوایز: ۱ جایزه روبان آبی، ۱ جایزه فیلم ماینیچی                                                          |
| زندگی اوهارو                             | کنجی میزوگوچی     | ۱۹۵۲     |              | |
| مردانی که بر دم ببر گام می‌نهند           | آکیرا کوروساوا    | ۱۹۵۲     |              | |
| شمشیر مزدور                              | هیروشی ایناگاکی   | ۱۹۵۲     |              | |
| اوگتسو مونوگاتاری                        | کنجی میزوگوچی     | ۱۹۵۳     |              | بر اساس یک رمان به همین نام.                                                                            |
| دروازه جهنم                              | تینوسوکه کینوگاسا | ۱۹۵۳     |              | جوایز: ۲ جایزه اسکار، ۱ پلنگ طلایی، ۱ حلقه منتقدان فیلم نیویورک، نخل طلا،                               |
| سانشوی مباشر                             | کنجی میزوگوچی     | ۱۹۵۴     |              | جوایز: ۱ شیر نقره‌ای                                                                                     |
| هفت سامورایی                             | آکیرا کوروساوا    | ۱۹۵۴     |              | جوایز: ۲ جایزه یوسی، ۱ جایزه فیلم ماینیچی، ۱ شیر نقره‌ای                                                 |
| آکو گیشی                                 | ریوهی آرای        | ۱۹۵۴     |              | |
| سامورایی ۱: موساشی میاموتو               | هیروشی ایناگاکی   | ۱۹۵۴     |              | جوایز: ۱ جایزه اسکار                                                                                    |
| عاشقان مصلوب                             | کنجی میزوگوچی     | ۱۹۵۴     |              | جوایز: ۱ جایزه روبان آبی                                                                                |
| روباه بازیگوش و هزار درخت ساکورا         | توراجیرو سایتو    | ۱۹۵۴     |              | |
| نیزه خونین در کوه فوجی                   | اوچیدا تومو       | ۱۹۵۵     |              | جوایز: ۱ جایزه روبان آبی                                                                                |
| سامورایی ۲: دوئل در معبد ایچی‌جوجی        | هیروشی ایناگاکی   | ۱۹۵۵     |              | |
| جاده                                     | هیروشی ایناگاکی   | ۱۹۵۵     |              | |
| شین هیکه‌مونوگاتاری                       | کنجی میزوگوچی     | ۱۹۵۵     |              | جوایز: ۱ جایزه فیلم ماینیچی                                                                             |
| سامورائی ۳: دوئل در جزیره گان‌ریو         | هیروشی ایناگاکی   | ۱۹۵۶     |              | |
| آکو روشی:تن نو ماکی، چی نو ماکی          | ساداتسوگو ماتسودا | ۱۹۵۶     |              | |
| یاگیو رنیاسای:هیدنتسوگی کاگه‌شو           | کاتسوهیکو تاساکا  | ۱۹۵۶     |              | |
| سریر خون                                 | آکیرا کوروساوا    | ۱۹۵۷     |              | |
| راز کتیبه راگیو                          | هیروشی ایناگاکی   | ۱۹۵۷     |              | |
| هاتوموتوی ملال آور:خانه شاهزاده خانم مار | یاسوشی ساساکی     | ۱۹۵۷     |              | |
| آدائوچی سوزنجی بابا                      | ماساهیرو ماکینو   | ۱۹۵۷     |              | |
| دای بوساتسو توگه                         | اوچیدا تومو       | ۱۹۵۷     |              | جوایز: ۱ جایزه فیلم ماینیچی                                                                             |
| خورشید باکوماتسو                         | یوزو کاواشیما     | ۱۹۵۷     |              | جوایز: ۱ جایزه روبان آبی، ۱ جایزه کینما جونپو، ۱ جایزه فیلم ماینیچی                                     |
| ۴۷ رونین وفادار                          | کونیئو واتانابه   | ۱۹۵۸     |              | |
| تصنیف نارایاما                           | کیسوکه کینوشیتا   | ۱۹۵۸     |              | جوایز: ۳ جایزه کینما جونپو، ۳ جایزه فیلم ماینیچی                                                        |
| هفتمین قاصد برای ادو                     | کازوئو موری       | ۱۹۵۸     |              | |
| دژ پنهان                                 | آکیرا کوروساوا    | ۱۹۵۸     |              | جوایز: ۱ خرس نقره‌ای برای بهترین کارگردان                                                                |
| داستان قلعه اوساکا                       | هیروشی ایناگاکی   | ۱۹۶۱     |              | |
| آکو روشی                                 | ساداتسوگو ماتسودا | ۱۹۶۱     |              | |
| یوجیمبو                                  | آکیرا کوروساوا    | ۱۹۶۱     |              | |
| هانگیاکوجی                               | ایتو دایسوکه      | ۱۹۶۱     |              | جوایز: ۱ جایزه روبان آبی، ۱ جایزه فیلم ماینیچی                                                          |
| سانجورو                                  | آکیرا کوروساوا    | ۱۹۶۲     |              | |
| آماکوسا شیرو توکیسادا                    | اوشیما ناگیسا     | ۱۹۶۲     |              | |
| هاراکیری                                 | ماساکی کوبایاشی   | ۱۹۶۲     |              | |
| چوشینگورا: هانا نو ماکی، یوکی نو ماکی    | هیروشی ایناگاکی   | ۱۹۶۲     |              | |
| انتقام بازیگر                            | کن ایچیکاوا       | ۱۹۶۳     |              | |
| سنگوکو یارو                              | کیهاچی اوکاموتو   | ۱۹۶۳     |              | |
| بوشیدو، حماسه سامورایی                   | تاداشی ایمای      | ۱۹۶۳     |              | |
| سوابق شجاعت خاندان سانادا                | تای تاکا          | ۱۹۶۳     |              | |
| قلعه جغدها                               | ای‌ایچی کودا       | ۱۹۶۳     |              | |
| سه سامورایی یاغی                         | هیدئو گوشا        | ۱۹۶۴     |              | |
| ترور                                     | ماساهیرو شینودا   | ۱۹۶۴     |              | |
| کوایدان                                  | ماساکی کوبایاشی   | ۱۹۶۴     |              | |
| باکوماتسو زانکوکو مونوگاتاری             | تای کاتو          | ۱۹۶۴     |              | جوایز: جایزه روبان آبی                                                                                  |
| سامورایی قاتل                            | کیهاچی اوکاموتو   | ۱۹۶۵     |              | |
| اسکارلت کاملیا                           | یوشیتارو نومورا   | ۱۹۶۵     |              | جوایز: جایزه روبان آبی                                                                                  |
| ریش قرمز                                 | آکیرا کوروساوا    | ۱۹۶۵     |              | |
| شمشیر دیو                                | هیدئو گوشا        | ۱۹۶۵     |              | |
| آکوتو                                    | کانه‌تو شیندو      | ۱۹۶۵     |              | |
| جاسوس سامورایی                           | ماساهیرو شینودا   | ۱۹۶۵     |              | |
| شمشیر عذاب                               | کی‌هاچی اوکاموتو   | ۱۹۶۶     |              | بر اساس یک رمان با همین نام                                                                             |
| شورش سامورایی                            | ماساکی کوبایاشی   | ۱۹۶۷     |              | |
| یازده سامورایی                           | ای‌ایچی کودا       | ۱۹۶۷     |              | |
| کورو نکو                                 | کانه‌تو شیندو      | ۱۹۶۸     |              | جوایز: ۲ جایزه فیلم ماینیچی                                                                             |
| بکش!                                     | کی‌هاچی اوکاموتو   | ۱۹۶۸     |              | |
| پرچم‌های سامورایی                         | هیروشی ایناگاکی   | ۱۹۶۹     |              | |
| گیوکین                                   | هیدئو گوشا        | ۱۹۶۹     |              | جوایز: ۲ جایزه فیلم ماینیچی                                                                             |
| خودکشی دوگانه                            | ماساهیرو شینودا   | ۱۹۶۹     |              | بر اساس یک نمایش با همین نام                                                                            |
| هیتوکیری                                 | هیدئو گوشا        | ۱۹۶۹     |              | |
| شیر قرمز                                 | کی‌هاچی اوکاموتو   | ۱۹۶۹     |              | |
| تصویری از جهنم                           | شیرو تویودا       | ۱۹۶۹     |              | |
| شین سن گومی                              | ساواشیما تاداشی   | ۱۹۶۹     |              | |
| مهمانسرای شیطان                          | ماساکی کوبایاشی   | ۱۹۷۱     |              | جوایز: ۵ جایزه فیلم ماینیچی، ۱ جشنواره فیلم تائورمینا                                                   |
| قتل ریوما                                | کازوئو کوروکی     | ۱۹۷۴     |              | |
| خودکشی عاشقانه در سونه‌زاکی               | یاسوزو ماسومورا   | ۱۹۷۸     |              | |
| راهزنان در مقابل جوخه سامورایی‌ها         | هیدئو گوشا        | ۱۹۷۸     |              | |
| سامورایی شوگون                           | کینجی فوکاساکو    | ۱۹۷۸     |              | |
| شکارچی در تاریکی                         | هیدئو گوشا        | ۱۹۷۹     |              | جوایز: ۱ جایزه آکادمی فیلم ژاپن                                                                         |
| توطئه سانادا نوبوشیکه                    | سادائو ناکاجیما   | ۱۹۷۹     |              | جوایز: ۱ جایزه آکادمی فیلم ژاپن                                                                         |
| سقوط قلعه آکو                            | کینجی فوکاساکو    | ۱۹۷۸     |              | |
| کاگه‌موشا                                 | آکیرا کوروساوا    | ۱۹۸۰     |              | جوایز: ۲ جوایز فیلم بفتا، ۱ جایزه سزار، ۲ دیوید دی دوناتلو، ۱ نخل طلا                                   |
| ا جا نای کا                              | شوهی ایمامورا     | ۱۹۸۱     |              | |
| شیکاکه-نین بای‌آن                         | یاسوئو فوروهاتا   | ۱۹۸۱     |              | |
| حلول سامورایی                            | کینجی فوکاساکو    | ۱۹۸۱     |              | |
| ادو پورن                                 | کانه‌تو شیندو      | ۱۹۸۱     |              | جوایز: ۱ جایزه روبان آبی، ۱ جایزه فیلم هوچی، ۲ جایزه آکادمی فیلم ژاپن، ۱ جشنواره فیلم یوکوهاما          |
| جنگ‌های نینجا                             | کوسی سایتو        | ۱۹۸۲     |              | جوایز: ۳ جایزه آکادمی فیلم ژاپن                                                                         |
| تصنیف نارایاما                           | شوهی ایمامورا     | ۱۹۸۳     |              | جوایز: ۱ جایزه روبان آبی، ۱ جایزه فیلم هوچی، ۳ جایزه آکادمی فیلم ژاپن، ۲ جایزه فیلم ماینیچی، ۱ نخل طلا  |
| افسانه هشت سامورایی                      | کینجی فوکاساکو    | ۱۹۸۳     |              | |
| هیساتسو!                                 | ماساهیسا ساداناگا | ۱۹۸۴     |              | جوایز: ۱ جایزه روبان آبی، ۱ جایزه فیلم هوچی، ۳ جایزه آکادمی فیلم ژاپن، ۲ جایزه فیلم ماینیچی، ۱ نخل طلا  |
| آشوب                                     | آکیرا کوروساوا    | ۱۹۸۵     |              | جوایز: ۲ جوایز فیلم بفتا                                                                                |
| گونزای نیزه‌دار                           | ماساهیرو شینودا   | ۱۹۸۶     |              | جوایز: ۱ جشنواره بین‌المللی فیلم برلین                                                                   |
| ریکیو                                    | هیروشی تشیگاهارا  | ۱۹۸۹     |              | |
| مرگ استاد مراسم چای                      | کی کومای          | ۱۹۸۹     |              | جوایز: ۱ جایزه آکادمی فیلم ژاپن، ۱ کینما جونپو، ۱ جایزه فیلم‌های ورزشی نیکان، ۱ سیلور هوگو، ۱ شیر نقره‌ای |
| آسمان و زمین                             | کودوکاوا کاروکی   | ۱۹۹۰     |              | |
| گوهیمه                                   | هیروشی تشیگاهارا  | ۱۹۹۲     |              | جوایز: ۲ جایزه آکادمی فیلم ژاپن                                                                         |
| کشتن زن، جهنم نفت                        | هیدئو گوشا        | ۱۹۹۲     |              | |
| تاج خیانت                                | کینجی فوکاساکو    | ۱۹۹۴     |              | |
| ۴۷ رونین                                 | کن ایچیکاوا       | ۱۹۹۴     |              | |
| شاراکو                                   | ماساهیرو شینودا   | ۱۹۹۵     |              | |
| داستان سامورایی                          | هیرویوکی ناکانو   | ۱۹۹۸     |              | جوایز: ۱ جایزه فیلم ماینیچی، ۱ جایزه جشنواره بین‌المللی فیلم‌های فوق‌العاده بوچئون، ۲ جشنواره فیلم سیتخس   |
| بعد از باران                             | تاکاشی کوئیزومی   | ۱۹۹۹     |              | |
| قلعه جغدها                               | ماساهیرو شینودا   | ۱۹۹۹     |              | بر اساس یک رمان با همین نام.                                                                            |
| گوهاتو                                   | ناگیسا اوشیما     | ۱۹۹۹     |              | |
| دورا-هیتا                                | کن ایچیکاوا       | ۲۰۰۰     |              | |
| اونمیوجی                                 | یوجیرو تاکیتا     | ۲۰۰۱     |              | |
| سامورایی گرگ و میش                       | یامادا یوجی       | ۲۰۰۲     |              | جوایز: ۱۲ جایزه آکادمی فیلم ژاپن                                                                        |
| وقتی آخرین شمشیر کشیده می‌شود             | یوجیرو تاکیتا     | ۲۰۰۳     |              | |
| آراگامی                                  | ریوهی کیتامورا    | ۲۰۰۳     |              | جوایز: ۱ سیلور راوان                                                                                    |
| رستاخیز سامورایی                         | هیده‌یوکی هیرایاما | ۲۰۰۳     |              | |
| اونمیوجی ۲                               | یوجیرو تاکیتا     | ۲۰۰۳     |              | |
| وارائو ایه‌مون                            | یوکیو نیناگاوا    | ۲۰۰۴     |              | جوایز: ۲ جشنواره فیلم آسیا پاسیفیک، ۱ جایزه فیلم‌های ورزشی نیکان                                         |
| ایزو                                     | تاکاشی میکه       | ۲۰۰۴     |              | |
| شمشیر پنهان                              | یوجی یامادا       | ۲۰۰۴     |              | |
| آشوراجو نو هیتومی                        | یوجیرو تاکیتا     | ۲۰۰۵     |              | جوایز: ۱ جایزه فیلم هوچی، ۱ جایزه کینما جونپو، ۱ جایزه فیلم‌های ورزشی نیکان، ۱ جشنواره فیلم یوکوهاما     |
| هانا                                     | هیروکازو کورئیدا  | ۲۰۰۶     |              | جوایز: ۱ جایزه فیلم‌های ورزشی نیکان                                                                      |
| عشق و افتخار                             | یوجی یامادا       | ۲۰۰۶     |              | |
| کایدان                                   | هیدئو ناکاتا      | ۲۰۰۷     |              | جوایز: ۱ جشنواره فیلم یوکوهاما                                                                          |
| سوکی‌یاکی جانگوی غربی                     | تاکاشی میکه       | ۲۰۰۷     |              | |
| ایچی                                     | فومیهیکو سوری     | ۲۰۰۸     |              | |
| شمشیر ناامیدی                            | هیدیوکی هیرایاما  | ۲۰۱۰     |              | |
| سیزده آدمکش                              | تاکاشی میکه       | ۲۰۱۰     |              | |
| اوگاوا نو هوتوری                         | تتسوئو شینوهارا   | ۲۰۱۱     |              | |
| هاراکیری: مرگ یک سامورایی                | تاکاشی میکه       | ۲۰۱۱     |              | |
| شمشیرزن دوره‌گرد                          | کیشی اوتومو       | ۲۰۱۲     |              | بر اساس رورونی کنشین                                                                                    |
| قلعه شناور                               | شینجی هیگوچی      | ۲۰۱۲     |              | |
| مأموریت ناممکن سامورایی                  | کاتسوهیده موتوکی  | ۲۰۱۴     | [ ۱ ]        | |
| زاکوروزاکا نو آدائوچی                    | ستسورو واکاماتسو  | ۲۰۱۴     | [ ۲ ]        | |
| کاکه‌کومی                                 | ماساتو هارادا     | ۲۰۱۵     | [ ۳ ]        | |
| سکوت                                     | مارتین اسکورسیزی  | ۲۰۱۶     | [ ۴ ]        | |
| سکیگاهارا                                | ماساتو هارادا     | ۲۰۱۷     | [ ۵ ]        | |

### اقتباس‌ها
| عنوان                                 | تاریخ انتشار | دوران تاریخی | توضیحات |
| ------------------------------------- | ------------ | ------------ | --- |
| شوگون                                 | ۱۹۸۰         | ۱۶۰۰         | مینی سریال آمریکایی بر اساس شوگون نوشته جیمز کلیول، بر اساس زندگی ویلیام آدامز، یک ناوبر انگلیسی که مشاور توکوگاوا ایه‌یاسو شد در سال ۱۶۰۰. |
| ۴۷ رونین                              | ۱۹۴۱         | ۱۷۰۱–۱۷۰۳    | انتشار یافته درست قبل از حمله به پرل هاربر و اقدامات معروف ۴۷ رونین در سال ۱۷۰۱–۱۷۰۳ را به تصویر می‌کشد.                                    |
| چوشینگورا: هانا نو ماکی، یوکی نو ماکی | ۱۹۶۲         | ۱۷۰۱–۱۷۰۳    | فیلم دیگری دربارهٔ ۴۷ رونین |
| شمشیر سامورایی                        | ۱۹۸۱         | ۱۸۵۴         | دربارهٔ باکوماتسو در سال ۱۸۵۴. |
| آخرین سامورایی                        | ۲۰۰۳         | ۱۸۷۷         | داستان‌های تخیلی مبتنی بر شورش ساتسوما |
| تورا! تورا! تورا!                     | ۱۹۷۰         | ۱۹۴۱         | جزئیات حوادث منتهی به حمله به پرل هاربر در سال ۱۹۴۱.                                                                                       |
| میدوی                                 | ۱۹۷۶         | ۱۹۴۲         | دربارهٔ نبرد میدوی بین ژاپن و آمریکا در ۱۹۴۲.                                                                                               |
| پل رودخانه کوای                       | ۱۹۵۷         | ۱۹۴۲–۱۹۴۵    | دربارهٔ زندانیان جنگی متفقین مجبور به کار در خط راه‌آهن برمه در طی جنگ جهانی دوم.                                                            |
| نامه‌هایی از ایووجیما                  | ۲۰۰۶         | ۱۹۴۵         | به زبان ژاپنی فیلمی به کارگردانی کلینت ایستوود دربارهٔ نبرد ایووجیما در سال ۱۹۴۵.                                                           |
| هیروشیما                              | ۱۹۹۵         | ۱۹۴۵         | دربارهٔ حوادثی که منجر به استفاده از سلاح‌های هسته‌ای برای اولین بار در ۱۹۴۵ شد.                                                              |
| شوق صعود                              | ۲۰۰۸         | ۱۹۸۵         | درام تاریخی دربارهٔ پرواز ۱۲۳ هواپیمایی ایر ژاپن.                                                                                           |
| شکست‌ناپذیر                            | ۲۰۰۹         | ۱۹۸۵         | درام تاریخی دربارهٔ پرواز ۱۲۳ هواپیمایی ایر ژاپن.                                                                                           |